# Capparis tomentosa
Capparis tomentosa es una planta de la familia  Capparaceae nativa de África.

## Descripción

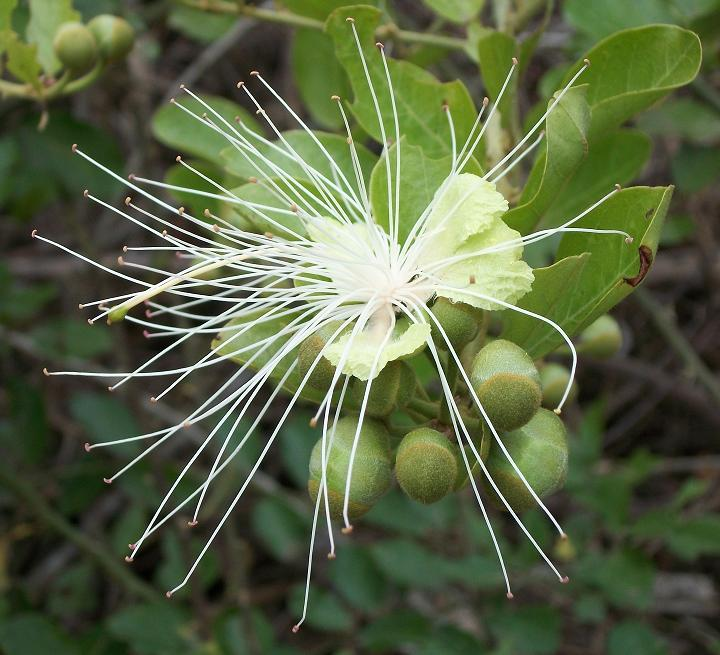
Flores

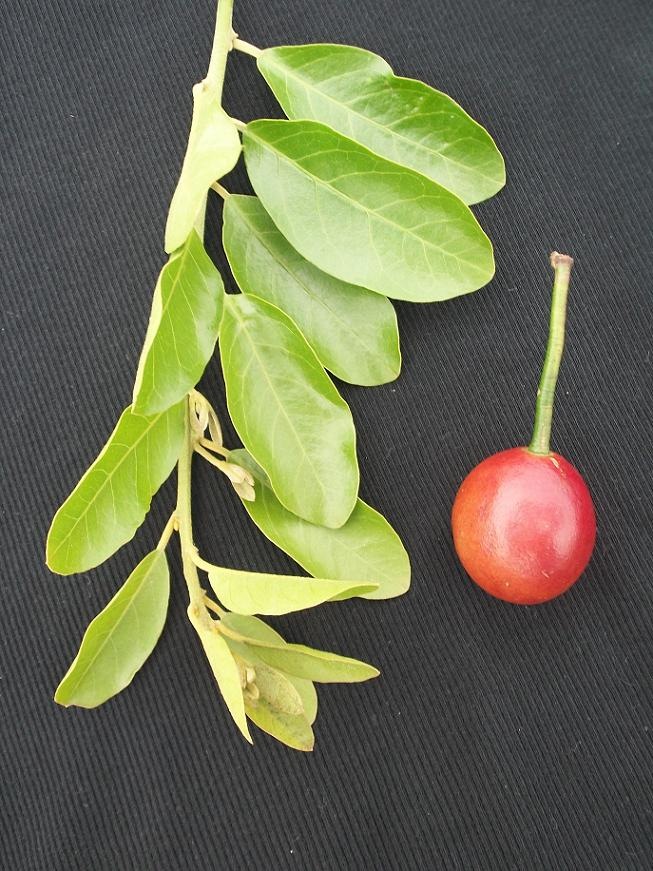
Hojas y fruto

Puede crecer como una trepadora leñosa robusta, por sobre la vegetación ribereña, o como un arbusto o árbol pequeño de ramas esparcidas. El tallo presenta espinas pareadas, afiladas y ganchudas. Los tallos jóvenes y las espinas están cubiertas de densos pelos amarillos aterciopelados. Las hojas son alternas, oblongas a elípticas, de 30 a 80 mm de largo por 15 a 25 mm de ancho, de color verde oliva grisácea, cubiertas de pelos suaves, con márgenes enteros. El pecíolo mide de 4 a 12 mm de largo y es aterciopelado.  La inflorescencia se produce en racimos terminales en las ramas primarias o en ramitas laterales y en ocasiones dispersa en las axilas foliares superiores. Los racimos tienen unos 35 mm y son perfumados, con una masa de estambres de color rosado a blanco, cada uno de 20 a 35 mm de longitud y frecuentemente de color carmesí en la base; los sépalos tienen en forma de barco y 8 a 10 mm de largo; los pétalos son blanquecinas, de 15 a 25 mm de largo y 7 a 10 mm de ancho. Los frutos son comestibles y miden 40 mm a 50 mm de diámetro, son de color verde al nacer y rojos o anaranjados al madurar y cuelgan de un largo ginóforo de 25 a 50 mm de longitud. Cada fruto contiene numerosas semillas incrustadas en una pulpa rosada.

### Toxicidad
Las hojas son tóxicas para el ganado, y se ha establecido que contienen un fitosterol y un dipéptido que intoxican al ganado. Sin embargo se ha reprotado que el fruto a veces es comido por la gente.

## Interacciones bióticas
Capparis tomentosa ha sido reportada como planta hospedera de las mariposas Belenois creona, Dixeia pigea, Leptosia nina, Belenois solilucis, Belenois victoria, Belenois zochalia, Leptosia alcesta, Belenois aurota, Eronia cleodora, Belenois gidica, Eronia leda.

## Taxonomía
Capparis tomentosa fue descrita por Jean-Baptiste Lamarck y publicado en Encyclopédie Méthodique, Botanique 1: 606. 1785.
Etimología
Capparis: nombre genérico que procede del griego: kapparis que es el nombre de la alcaparra.
tomentosa: epíteto latino que significa "peluda".
Sinónimos
- Capparis alexandrae Chiov.
- Capparis biloba Hutch. & Dalziel
- Capparis corymbifera E.Mey. ex Harv. & Sond.
- Capparis floribunda Wight
- Capparis globifera Delile
- Capparis hypericoides Hochst.
- Capparis persicifolia A.Rich.
- Capparis polymorpha A.Rich.
- Capparis puberula DC.
- Capparis subtomentosa De Wild.
- Capparis tomentosa var. persicifolia (A.Rich.) Penz.
- Capparis volkensii Gilg[14]